# پاتریک دژالتو
پاتریک دژالتو (انگلیسی: Patrik Džalto؛ زادهٔ ۱۹ فوریهٔ ۱۹۹۷) بازیکن فوتبال اهل آلمان است که در پست مهاجم بازی می‌کند.
از تیم‌هایی که در آن بازی کرده است می‌توان به باشگاه فوتبال اشتوتگارت اشاره کرد.
وی همچنین در تیم ملی فوتبال Croatia U19 بازی کرده‌است.